# Flamisell
Der Flamisell ist ein Fluss in Spanien.
Er ist ein linksseitiger Zufluss des Noguera Pallaresa, der über den Segre wiederum in den Ebro fließt. Der Flamisell entspringt in den Pyrenäen und wird dort aus einer Reihe von Stauseen gespeist. Seine Länge beträgt 34 Kilometer, die zur Gänze auf katalanischem Gebiet verlaufen. Sein Wasserstand ist plötzlichen, großen Schwankungen unterworfen.
Bei La Pobla de Segur fließt der Flamisell in den Noguera Pallaresa.